# Ixora birmahica
Ixora birmahica är en måreväxtart som beskrevs av Cornelis Eliza Bertus Bremekamp. Ixora birmahica ingår i släktet Ixora och familjen måreväxter. Inga underarter finns listade i Catalogue of Life.